# Allium bolanderi
Allium bolanderi es una especie de planta del género Allium, perteneciente a la familia de las amarilidáceas, del orden de las Asparagales. Originaria de América del Norte.

## Distribución
Es nativa del norte de California y el sur de Oregón, donde crece en los suelos rocosos de la Montañas Klamath y las regiones circundantes.

## Descripción
La planta crece a partir de un óvalo con forma de bulbo de hasta 2 centímetros de largo con rizomas asociados. El vástago alcanza cerca de 35 centímetros de altura máxima y tiene dos o tres hojas largas y cilíndricas con la misma longitud que el tallo. La inflorescencia contiene de 10 a 20 flores de color rojo púrpura, o de vez en cuando blanco, cada una con  tépalos muy finamente dentados.

## Taxonomía
Allium bolanderi fue descrita por Sereno Watson  y publicado en Proceedings of the American Academy of Arts and Sciences 14: 229. 1879.
Etimología
Allium: nombre genérico muy antiguo. Las plantas de este género eran conocidos tanto por los romanos como por los griegos. Sin embargo, parece que el término tiene un origen celta y significa "quemar", en referencia al fuerte olor acre de la planta. Uno de los primeros en utilizar este nombre para fines botánicos fue el naturalista francés Joseph Pitton de Tournefort (1656-1708).
bolanderi: epíteto otorgado en honor del recolector de plantas Henry Nicholson Bolander (1831-1897)

## Biografía
1. Abrams, L. 1923. Ferns to Birthworts. 1: 1–557. In L. Abrams (ed.) Ill. Fl. Pacific States. Stanford University Press, Stanford.
2. Bailey, L.H. & E.Z. Bailey. 1976. Hortus Third i–xiv, 1–1290. MacMillan, New York.
3. Flora of North America Editorial Committee, e. 2002. Magnoliophyta: Liliidae: Liliales and Orchidales. Fl. N. Amer. 26: i–xxvi, 1–723.
4. Munz, P. A. & D. D. Keck. 1959. Cal. Fl. 1–1681. University of California Press, Berkeley.